# Maurice Gibb
Maurice Ernest Gibb (Douglas, otok Man, 22. prosinca 1949. – Miami Beach, Florida, 12. siječnja 2003.), britanski je glazbenik i producent snimanja. Kao pjevač i tekstopisac, najpoznatiji je član sastav Bee Gees, kojega je osnovao s dvojicom svoje braće, Robinom i Barryjem Gibbom. Svoju glazbenu karijeru počeli su u Australiji, a veliku popularnost su stekli kada su se vratili u Veliku Britaniju. Bee Gees je postao jedan od najpopularnijih pop sastava svih vremena.

## Životopis
Maurice (prozvan Morris), rodio se kao brat blizanac sa sa svojim bratom Robinom, od kojega je bio stariji trideset pet minuta. On je odrastao u Chorlton-cum-Hardyu, Manchester, Engleska. 1958. godine zajedno sa svojom obitelji, uključujući i mlađeg brata Andyja Gibba, seli u Brisbane, Australija, u jednu od najsiromašnijih gradskih četvrti Cribb Island, koja je kasnije porušena kako bi se mogla proširiti Brisbaneova zračna luka.
Maurice je bio oženjen sa škotskom pop zvijezdom Lulu (Lulu Kennedy-Cairns), od 1969. do 1973., nisu imali djece i pritisak od zajedničkih obveza dovela je do njihove rastave braka. Sa svojom drugom suprugom Yvonne, Maurice je ima dvoje djece, Adama i Samanthu.
Volio je sport, a naročito paintball i imao je tim pod imenom "Royal Rat Rangers", koji je ime dobio po komandantu britanskog carstva i njegovog vremena u Little River AA group, gdje su se članovi odnosili jedni prema drugima kao "riječni štakori". Kada god je mogao vrijeme je provodio u sportu, pa je stoga otvorio i trgovinu s paintball opremom "Commander Mo's Paintball Shop", u North Miami Beach, Florida.

### Smrt
Maurice Gibb, umro je 12. siječnja 2003. u bolnici na Miami Beachu, a komplikacije koje su rezultirale smrću, uzrokovao je zapletaj crijeva (volvulus). Nakon njegove smrti, braća Robin i Barry, najavili su da Bee Gees više neće nastaviti s radom.

## Glazbena karijera
Maurice Gibb je svoju ulogu u sastavu Bee Gees usmjerio u stvaranje melodije i aranžmana. Imao je harmonični glas i pjevao je prateće vokale, a uz to je svirao razna glazbala. Vrlo rano 1965. i 1966. svirao je prvu gitaru, a već polovicom 1966. prelazi na klavijature i svira razna žičana glazbala u studiju. Bee Geesove snimke iz 1969. do 1972. dominiraju Mauricevim svirkama na glasivru, bas-gitari, mellotronu, ritam gitari i drugim glazbalima ("Every Christian Lion Hearted Man" i "Kilburn Towers"). Također je napravio zvuk za klavirske skladbe "Words" i "Lonely Days". Na sceni je obično svirao bas-gitaru, a mijenjao bi ga netko drugi kada bi prelazio na klavijature. Njegov utjecaj na glazbu bio je puno manji u vrijeme kada je Bee Gees svirao disco glazbu, od 1975. do 1979., kad je uglavnom svirao bas-gitaru. Nakon toga vremena u posljednjih dvadeset godina svog života svirao je prije svega elektronske klavijature na sceni i studiju, a povremeno i prvu gitaru (kao u skladbi "This Is Where I Came In" iz 2001.). Od 1987. pa dalje, Maurice je bio glavni ekspert na sve tehničke faze snimanja i koordinirao je mnoge glazbenike i aranžere u stvaranju novog zvuka za sastav.
Kao skladatelj Maurice je uglavnom pridonosio stvarajući melodiju zajedno sa svojom braćom, ali i pisanjem teksta i pjevanjem kako bi se završile skladbe. Njegove doprinose teško je ustvrditi jer su s projektom izlazili zajedno, ali kao primjer služi činjenica da su se njegova braća oslonila na njega i u svojim solo projektima. Maurice je u prosjeku pjevao jednu skladbu po albumu. S vremenom je dobio nadimak "jedan tihi", zbog njegovog povučenog doprinosa u sastavu, ali u privatnom životu je bio vrlo razgovorljiv i mnogi obožavatelji su uživali u njegovom društvu. Njegov ugled kao pristojnog i utjecajnog člana sastava, stabilizirali su njegova dva utjecajna brata kroz čitav njegov život.
Izvan Bee Geesa, Maurice je također snimao, ali svoj prvi solo album za javnost izdaje 1970. godine, te iste godine piše glazbu za teatar West End, na tekst koji su napisali Caryl Brahms i Ned Sherrin. Tijekom Bee Geesove pauze 1980-ih, radi s obojicom braće, Robinom i Barryjem, na njihovim solo projektima, a uz to radi na pisanju i snimanju skladbi uključujući i glazbu za film A Breed Apart. 1986. godine piše i producira čitavi album za švedsku pjevačicu Carolu Häggkvist. Ovaj i drugi projekti snimljeni su pod njegovim imenom samo na dva pojedinačna singla "Railroad" iz 1970. i "Hold Her in Your Hand" iz 1984. godine.
Mauriceov posljednji veliki projekt bio je da napiše skladbe snimi jedan album na kojemu će pjevati sa svojom kćerkom Samanthom, koji se konačno i pojavio nakon njegove smrti 2005. godine, pod nazivom M. E. G. -- Maurice's initials.

## Nagrade
1994. godine Maurice Gibb ulazi u kuću slavnih tekstopisaca, Songwriters Hall of Fame, a 1997. u kuću slavnih rock glazbenika, Rock and Roll Hall of Fame.
2002. godine Mauriceu je dodijeljeno britansko odličje, Commander of the British Empire (CBE), također i njegovoj dvojici braće, ali nagrade nisu dobili do 2004.g., nakon Mauriceve smrti. Nagradu je na svečanosti u Buckingham palači i u pratnji njegove braće primio njegov sin Adam.

## Diskografija
Albumi:
- 1970.: The Loner (neobjavljeno)
- 1981.: Strings and Things (neobjavljeno)
- 1984.: A Breed Apart (neobjavljeno)

Singlovi:
- 1970.: "Railroad"
- 1984.: "Hold Her In Your Hand"
- 2001.: "The Bridge" (neobjavljeno)

Film:
- 1984.: A Breed Apart, ukljućuje nekoliko verzija skladbe, "Hold Her In Your Hand" i "On Time".

Mjuzikl:
- 1970.: Sing A Rude Song.

Produkcija:
- 1970.: Tin Tin; Tin Tin
- 1971.: Tin Tin; Astral Taxi
- 1979.: Osmonds; Steppin' Out
- 1986.: Carola; Runaway
- 2005.: MEG

## Vanjske poveznice
- Službene stranice Mauricea Gibba  Arhivirana inačica izvorne stranice od 20. listopada 2008. (Wayback Machine)
- Stranice posvećene Mauriceu Gibbu  Arhivirana inačica izvorne stranice od 25. svibnja 2012. (Wayback Machine)
- Službene stranice braće Gibb  Arhivirana inačica izvorne stranice od 13. veljače 2012. (Wayback Machine)